# Otto Hieber

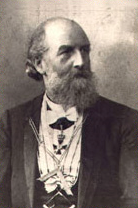
Otto Hieber

Otto Hieber (* 4. März 1840 in Königsberg; † 27. Dezember 1929 ebenda) war Geheimer Sanitätsrat und Freimaurer in Königsberg.

## Leben
Hieber studierte an der Albertus-Universität Königsberg Medizin. 1864 wurde er zum Dr. med. promoviert. Als Assistent an der Königsberger Frauenklinik übernahm Hieber die Ausbildung der Hebammen. Später betrieb er in Königsberg eine Arztpraxis. Er erhielt den Charakter Geh. Sanitätsrat.
Hieber wurde 1869 im Alter von 29 Jahren in die Königsberger Freimaurerloge Zum Todtenkopf und Phoenix aufgenommen und war von 1885 bis 1922 deren Vorsitzender Logenmeister. Darüber hinaus war er von 1885 bis 1889 Wortfühender Meister der Königsberger Andreasloge Discreta, von 1889 bis 1922 Kapitelmeister des Provinzialkapitels von Preußen und Ordenssenior der Großen Landesloge der Freimaurer von Deutschland (GLL). Er prägte deren Lehre durch zahlreiche exegetische Schriften, die bis heute Gültigkeit haben. Er war Ehrenmitglied von etwa 90 Logen.
Eine Medaille zu Ehren Otto Hiebers ist im Kant-Museum im Königsberger Dom, im heutigen Kaliningrad, ausgestellt. Eine Büste Otto Hiebers steht im Ordenshaus der Großen Landesloge der Freimaurer von Deutschland in Berlin-Dahlem.

## Werke
- Num versio in caput inter graviditatem sit adhibenda, Dalkowski, Königsberg i. Pr. 1864
- Zur Abwehr. Eine Beleuchtung der Schrift des Prof. Dr. Settegast: Die deutsche Freimaurerei, ihr Wesen, ihre Ziele und Zukunft im Hinblick auf den freimaurerischen Notstand in Preußen. Verlag Mittler & Sohn, 1892
- Geschichte der Vereinigten Johannis-Loge zum Todtenkopf und Phönix zu Königsberg i. Pr. Verlag Mittler & Sohn, 1922
- Meine religiösen Anschauungen. Verlag Mittler & Sohn, Berlin, 1921
- Der Johannis-Lehrlingsgrad in Vorträgen. Verlag Mittler & Sohn, Berlin, 1923
- Der Johannis-Gesellengrad in Vorträgen. Verlag Mittler & Sohn, Berlin, 1927
- Der Johannis-Meistergrad in Vorträgen. Verlag Mittler & Sohn, 1927
- Sammlung von Vorträgen über die Andreas-Grade der Großen Landesloge der Freimaurer von Deutschland. Verlag Mittler & Sohn, Berlin, 1911